# Donariul de la Biertan

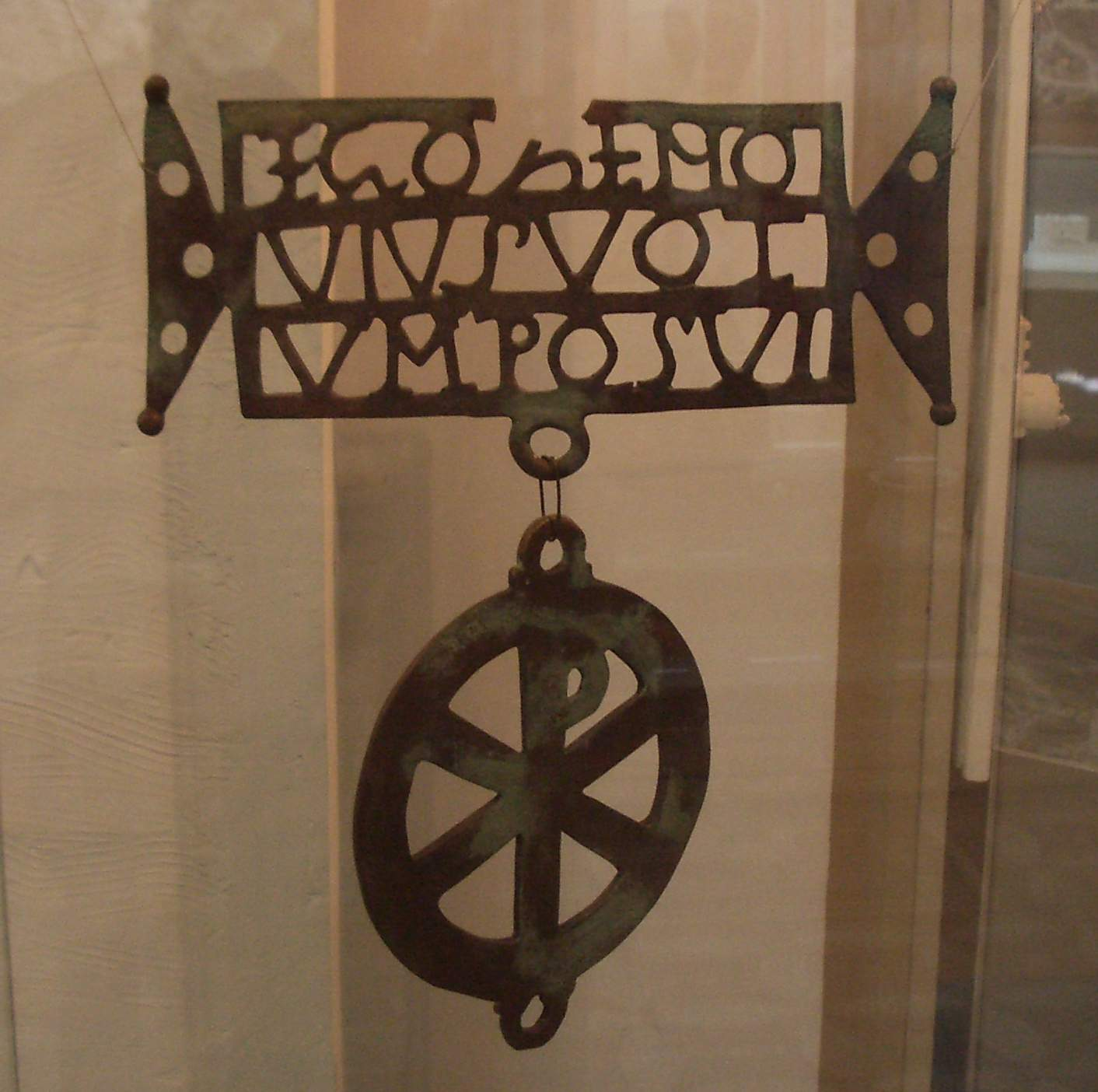
Donariumul de la Biertan

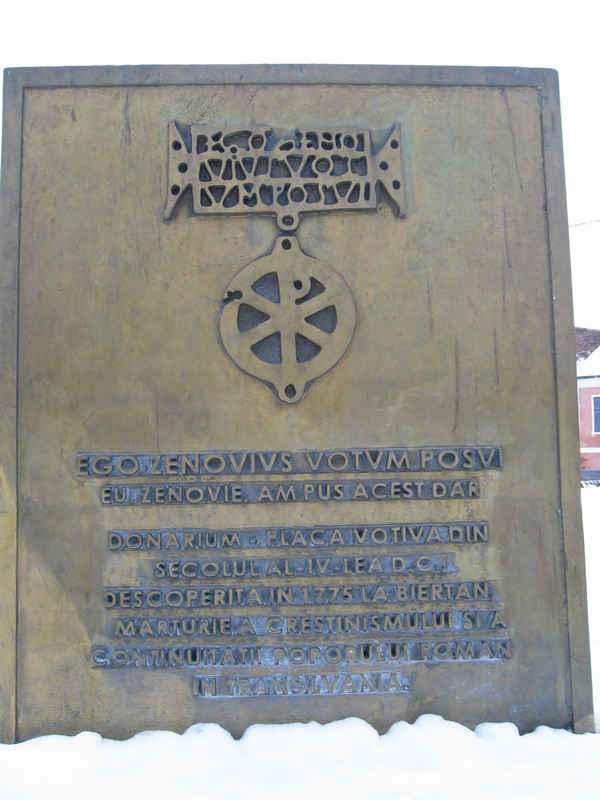
Placă comemorativă a descoperirii Donariului, în centrul localității Biertan

Donariul de la Biertan este un obiect votiv creștin datând din epoca constantiniană (din secolul al IV-lea), descoperit în apropierea localității Biertan din județul Sibiu, Transilvania, România.

## Descriere
Donariul de la Chinedru este compus din două părți: o tabula ansata și un chrismon. La momentul când a fost găsit, depozitul inițial conținea și un mic lanț de aproximativ 10 cm care le unea. Se presupune că tăblița și chrismonul erau legate de partea de sus a unui policandru sau de un candelabru, fapt care indică ca acesta era un obiect de cult creștin și, prin urmare, implică existența unui lăcaș de cult, cel mai probabil a unui schit de lemn sau chiar a unei bazilici.
Tabula ansata (donariul propriu-zis) este o tăbliță dreptunghiulară din bronz, turnat, cu litere ajurate (adică tăiate în grosimea bronzului tăbliței), având lungimea de 32,5 cm., lățimea de 12,6-13,2 cm și grosimea de 0.4 cm. În interiorul cadrului, spațiul a fost împărțit în trei părți egale, longitudinale, de două bare paralele. Asezate pe cele trei rânduri se află următoarea inscripție cu text latin, din litere ajurate:
EGO ZENO
VIVS VOT
VM POSVI
adică EGO ZENOVIUS VOTUM POSUI ceea ce inseamnă în traducere liberă „Eu Zenovie am (de)pus (această) ofranda”.
Cele două laturi scurte au câte un adaos triunghiular prevăzut cu trei orificii care foloseau la prinderea de un suport anume. Pe laturile lungi era fixată, la mijloc, câte o toartă circulară, folosite la agățat/atârnat. Cea superioară nu mai există, dar piesa era intreagă când Donariul a fost găsit, lucru pe care-l știm atât din descrierea făcută de cronicarul sas Michael von Heydendorff cât și din desenul făcut de cardinalul Giuseppe Garampi in 1780, manuscris păstrat in Latin manuscript 9104, f.155 de la biblioteca Vaticanului.
De partea inferioară era agățată a doua piesă a Donariului și anume un disc chrismon, tot din bronz turnat, având înscrisă în el monograma lui Hristos (X P), tot cu litere ajurate. Acest disc, prevăzut cu două toarte circulare, are diametrul de 19,5-23,7 cm și grosimea de 0,4 cm .
Chrismonul este un termen care provine din sintagma Christus Monogramma, ceea ce înseamnă „monograma lui Isus Hristos” - cunoscută și ca semnul XP - și reprezintă un simbol creștin timpuriu constând din primele două litere grecești ale numelui Χριστός (în limba română „Hristos”).  
Monograma christologică  ☧  a fost adoptată ca simbol al creștinismului odată cu celebra victorie de la Bătălia de la Podul Milvius a lui Constantin cel Mare asupra lui Maxențiu din anul 312, când semnul a fost înscris pe casca învingătorului (pentru ca ulterior, sub urmașii lui, să figureze pe steagurile de luptă ale legiunilor) drept prinos de recunoștință adus Providenței care i-a venit în ajutor în sângeroasa confruntare, prin cuvintele revelației celeste: IN HOC SIGNO VINCES! (Prin acest semn vei învinge!). De atunci labarum-ul, stindardul protejat de chrismon, avea să rămână o prezență perpetuă mai multe secole în instrumentarul bizantin din toate țările.
În timpul păgânismului, prin folosirea acestor litere utilizatorul își afirma identitatea de Creștin.

## Alte detalii
A fost descoperit în 1775 în pădurea Chinedru, la circa 5 km lângă Biertan, și a fost parte a colecțiilor baronului Samuel von Brukenthal. A fost descoperit a doua oară, într-un depozit al Muzeului Brukenthal din Sibiu de istoricul sas Kurt Horedt (care a tratat subiectul și în cărți publicate după emigrarea sa în Germania). În prezent, obiectul votiv face parte din colecțiile Muzeului Brukenthal din Sibiu. 
Acest donariu este uneori prezentat ca reprezentând una dintre dovezile existenței unei populații creștine vorbitoare de limba latină în Dacia de după retragerea hotărâtă în anul 271 de împăratul Lucius Domitius Aurelianus (270-275) și implicit a originii autohtone a românilor în Transilvania. Adepții teoriilor migraționiste preferă să considere obiectul ca fiind pradă de război. Printre cei care și-au exprimat, inițial, scepticismul a fost și Constantin Daicoviciu. Unii cercetători presupun că obiectul ar fi provenit din zona orașului Aquileia, din nord-estul Italiei.Alți cercetători consideră că „inscripția și ex-voto-ul sunt opera unui meșteșugar local”.
Acei istorici care sunt sceptici cu privire la acest obiect indică circumstanțele dubioase ale acestei descoperiri.
Ei subliniază că în apropiere de Biertan nu existau așezări romane sau biserici creștine. Potrivit acestora, acest obiect a fost realizat în Aquileia, în nordul Italiei, în secolul al IV-lea și a fost transportat în Transilvania ca pradă de războinicii gotici sau prin comerț. Este cel mai posibil ca descoperirea de la Biertan să fie rezultatul jefuirii în Illyricum sau Pannonia sau în Balcani, oricând între secolul al IV-lea și al VI-lea, iar acest artefact a fost reutilizat ca obiect păgân de către noii săi proprietari.
Inițial a fost destinat să fie agățat de un candelabru, dar perforațiile făcute ulterior indică că a fost refolosit și atașat la un cufer pentru depozitarea vaselor sau a altor bunuri. Potrivit acestei opinii, chiar și utilizarea lui în scopuri creștine ar trebui pusă la îndoială pe teritoriul Transilvaniei.

Forma numelui Zenovius, reprezintă un exemplu de vetacism, înlocuirea lui b cu v, (Zenobius > Zenovius), fenomen fonetic existent și, de exemplu, în greaca clasică Barbara > greaca modernă Varvara, fenomen invers betacismului, în care v se înlocuiește cu b, fenomen pe care îl întâlnim, de exemplu, în lat. veterānus > rom. bătrân.